# Ted Nugent
Theodore Anthony "Ted" Nugent (Redford, Míchigan; 13 de diciembre de 1948) es un guitarrista, cantante, compositor y activista republicano estadounidense. Obtuvo reconocimiento inicialmente como guitarrista de la banda The Amboy Dukes, una agrupación formada en 1963 que tocaba rock psicodélico y hard rock. Tras su experiencia con The Amboy Dukes, inició una exitosa carrera en solitario.
Nugent ha generado controversia por sus opiniones políticas conservadoras, en particular por su defensa de los derechos de la caza y de la tenencia de armas. Es un firme simpatizante del Partido Republicano y ha realizado varias declaraciones controvertidas y amenazadoras contra los defensores del control de armas. En una ocasión el Servicio Secreto lo investigó basándose en ciertos comentarios que realizó sobre Barack Obama. Nugent también es conocido por su postura contra el consumo abusivo de las drogas y el alcohol.

## Primeros años
Nugent nació en Redford, Míchigan, Estados Unidos, y creció en el área metropolitana de Detroit. Hijo de Marion Dorothy y Warren Henry Nugent, fue criado bajo una estricta educación religiosa. En su adolescencia cursó estudios en la Secundaria de St. Viator en Arlington Heights, Ilinois y brevemente en la Secundaria William Fremd en Palatine, Ilinois. Sus abuelos maternos eran suecos.
En una entrevista dada en 1977 Nugent afirmó que había consumido metanfetaminas y había defecado en su ropa interior para evitar su reclutamiento para la Guerra de Vietnam. Insistió con esta versión en una entrevista dada en 1990 al Detroit Free Press, afirmando que "una semana antes de su examen físico dejó de usar el baño, viviendo virtualmente con su ropa interior sucia y manchada con su propia orina y excremento". En otras entrevistas, Nugent ha negado esta versión, declarando que escapó al reclutamiento inscribiéndose en el Colegio Universitario de Oakland para obtener un aplazamiento por estudios.

## Carrera musical

### The Amboy Dukes

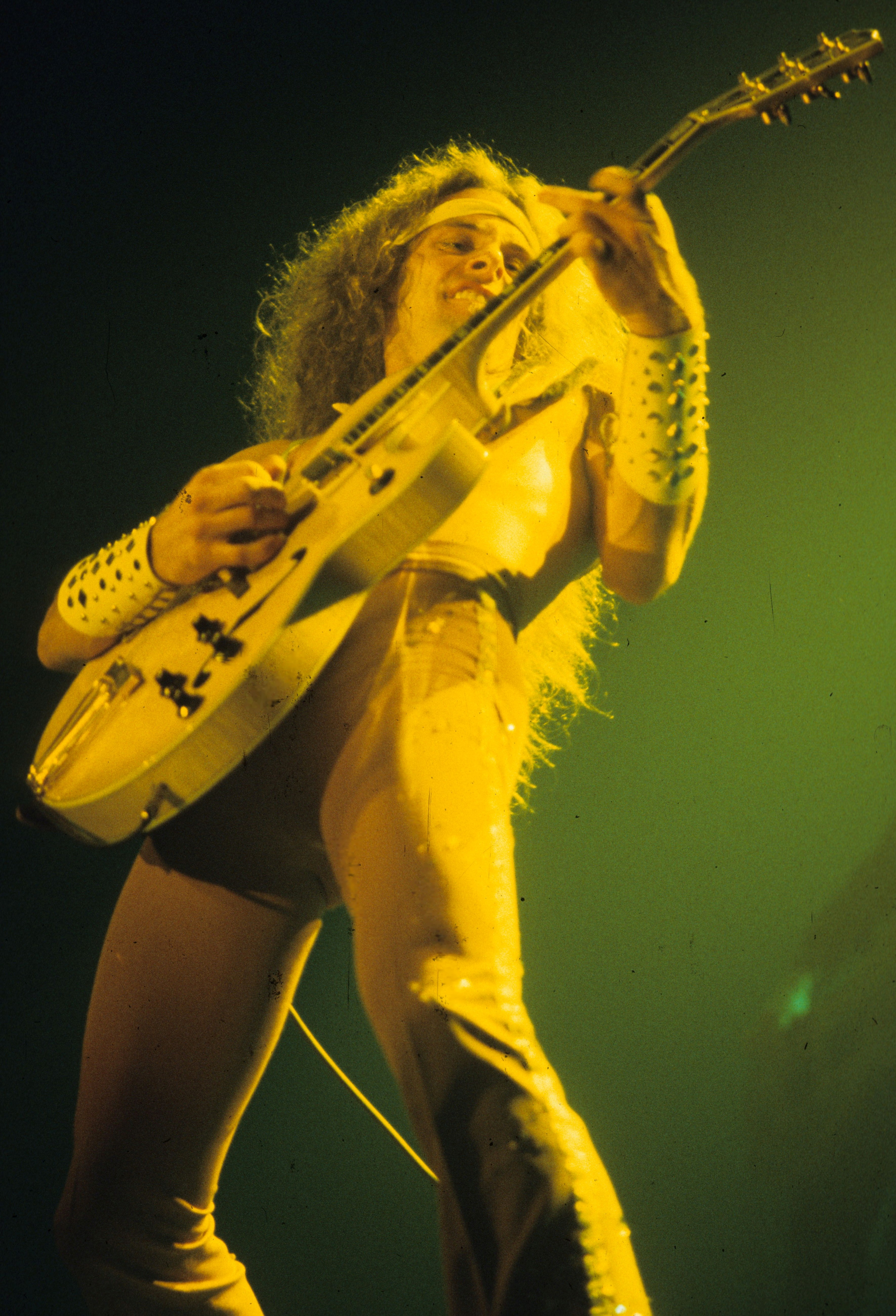
Ted Nugent en concierto.

La primera alineación de The Amboy Dukes tocaba en The Cellar, un club de baile para adolescentes en Chicago a finales de 1965, mientras Nugent estudiaba en la Escuela Secundaria St. Viator. El segundo sencillo de la banda fue "Journey to the Center of the Mind", que incluía letras escritas por el segundo guitarrista de The Dukes, Steve Farmer. Nugent, un fuerte activista antidrogas, siempre ha afirmado que no tenía idea de que esta canción se tratara sobre el uso de drogas. The Amboy Dukes (1967), Journey to the Center of the Mind (1968) y Migration, todos grabados bajo el sello Mainstream, obtuvieron ventas moderadas.
Después de establecerse en un rancho en Míchigan en 1973, Nugent firmó un contrato discográfico con el sello DiscReet Records de Frank Zappa y grabó el álbum Call of the Wild, publicado finalmente como "Ted Nugent and The Amboy Dukes". El año siguiente, el disco Tooth Fang & Claw (que contenía la canción "Great White Buffalo") estableció una base de fanáticos para la banda. Sin embargo, los cambios constantes de personal llevaron a Nugent a iniciar una carrera en solitario.

### Carrera como solista
Nugent inició su carrera solista en 1975 firmando para Epic Records. Derek St. Holmes (guitarra, voz), Rob Grange (bajo) y Clifford Davies (batería) fueron los primeros músicos en acompañarlo. Grabaron el disco Ted Nugent ese año, Free-for-All en 1976 y Cat Scratch Fever en 1977, álbumes que son considerados fundamentales en su discografía. Estos trabajos produjeron los sencillos "Hey Baby", "Stranglehold", "Dog Eat Dog", y "Cat Scratch Fever". Aunque la mayoría de las composiciones se le acreditaron a Nugent, St. Holmes ha afirmado que muchas de estas canciones fueron compuestas por toda la banda y que Nugent se había acreditado su composición para evitar el pago de regalías.
Fue durante estos años que la figura de Ted Nugent se hizo más reconocible. Incluso muchos de los fanáticos que ganó en esa época desconocían por completo el paso del músico por The Amboy Dukes. Dicha alineación realizó extensas giras, de las que se desprendió el reconocido álbum en directo Double Live Gonzo!, hasta su ruptura en 1978 cuando St. Holmes y Grange decidieron abandonar. St. Holmes formó la agrupación Whitford/St. Holmes junto al guitarrista Brad Whitford de Aerosmith, y fue reemplazado por Charlie Huhn, mientras que Rob Grange fue reemplazado por Dave Kiswiney. Davies abandonó la agrupación en 1982 después de grabar los discos Weekend Warriors (1978), State of Shock (1979), Scream Dream (1980) e Intensities in 10 Cities (1981).
Durante el periodo de 1982 a 1989, Nugent lanzó algunos discos en solitario logrando un éxito moderado, aunque alejándose del sonido roquero que lo caracterizó en la década de 1970. Los álbumes Penetrator (1984), Little Miss Dangerous (1986) e If You Can't Lick 'Em...Lick 'Em (1988) representaron una caída en la popularidad del músico, especialmente entre los fanáticos de su sonido original, que acusaron a Nugent de "venderse" a la comercialización y al estilo predominante en la década, el glam metal.

### Damn Yankees
En 1989 se unió al supergrupo Damn Yankees, conformado por el bajista y vocalista Jack Blades (Night Ranger), el guitarrista y vocalista Tommy Shaw (Styx) y el baterista Michael Cartellone. El álbum homónimo de la banda representó un gran éxito comercial, logrando la certificación de multiplatino en los Estados Unidos, gracias en parte a la balada "High Enough". Tras el lanzamiento del disco, la banda se embarcó en una extensa gira de 18 meses con las agrupaciones Bad Company, Jackyl y Poison. Su gira por los Estados Unidos coincidió con la Guerra del Golfo Pérsico, en la que la banda desplegaba banderas estadounidenses y realizaba declaraciones patrióticas.
En 1992 Damn Yankees publicó su segundo álbum, Don't Tread. Ted Nugent se vinculó ese año a la organización Rock the Vote, expresando su apoyo al Partido Republicano contra Bill Clinton. Aunque Don't Tread no fue tan exitoso como el primer álbum, contenía algunos éxitos menores como "Mister Please", "Where You Goin 'Now" y "The Silence is Broken", una balada utilizada en la película de Jean-Claude Van Damme de 1993 Nowhere to Run. En 1994 Nugent decidió revivir su carrera en solitario. Tommy Shaw y Jack Blades formaron el dúo Shaw Blades y publicaron un álbum en 1995, mientras que Michael Cartellone se unió a la agrupación alemana de heavy metal Accept.
El 15 de enero de 2010 los miembros originales de Damn Yankees hicieron una aparición en un evento en Anaheim, California. Jack Blades, Tommy Shaw, Ted Nugent y Michael Cartellone interpretaron un conjunto acústico con éxitos como "Coming of Age", "High Enough" y la canción de Nugent "Cat Scratch Fever".

### Solista de nuevo
Retomando su carrera en solitario, Nugent lanzó Spirit of the Wild en 1995, disco que logró una buena recepción por parte de la crítica y los fanáticos. El álbum marcó el breve retorno de Derek St. Holmes. La década de 1990 vio solamente el lanzamiento del mencionado álbum de estudio Spirit of the Wild y del álbum en directo Live at Hammersmith '79, acompañados de algunos álbumes recopilatorios.

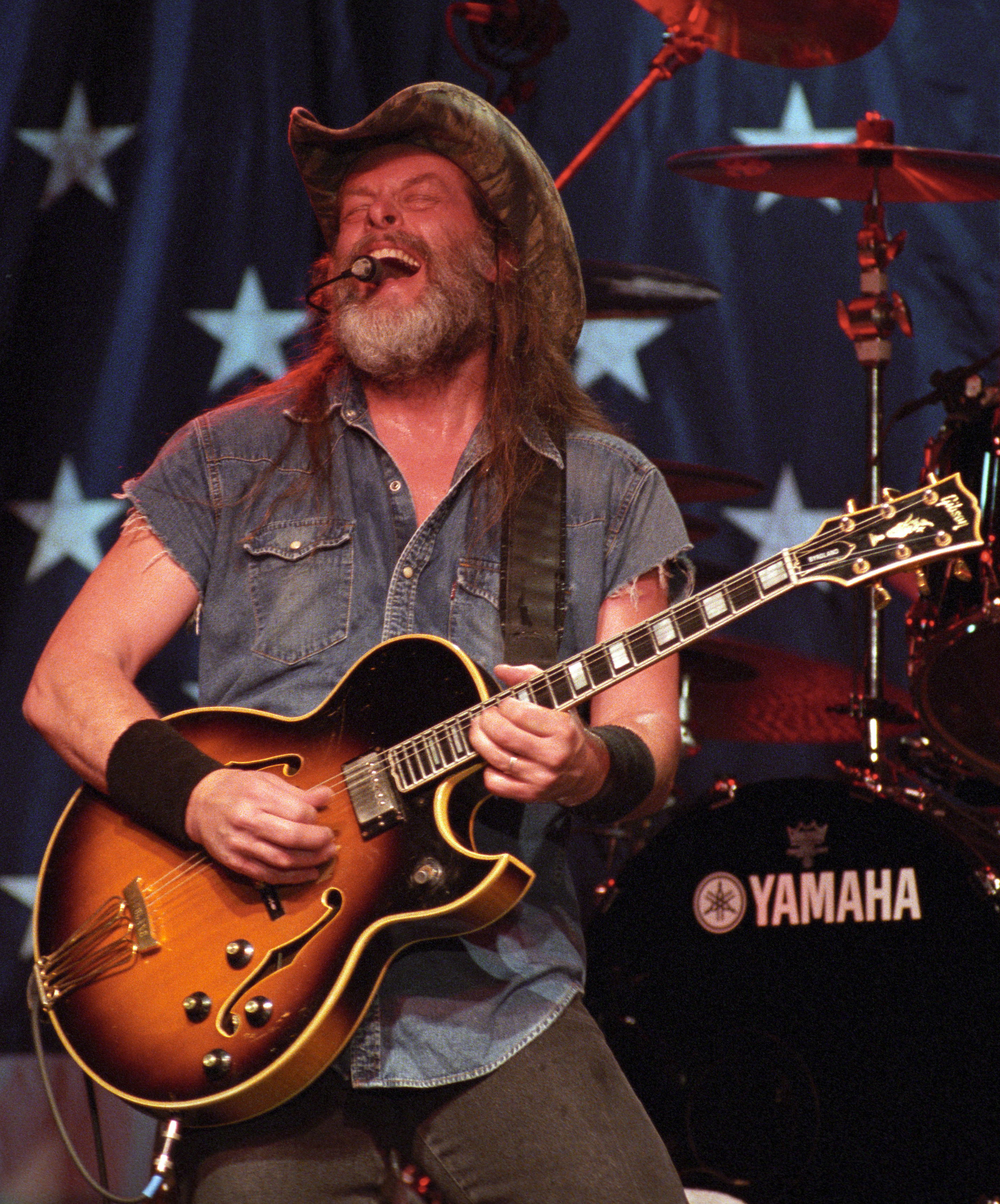
Ted Nugent en vivo en 2005.

Inició la década de 2000 con el lanzamiento del álbum Craveman, en el que contó con la colaboración de los músicos Marco Mendoza y Tommy Clufetos. En 2006 fue presentado en el Salón de la Fama de las Leyendas del Rock and Roll de Míchigan. Ese mismo año fue invitado a participar en el programa de concurso Supergroup del canal VH1, conformando un supergrupo con el cantante Sebastian Bach, el guitarrista Scott Ian, el bajista Evan Seinfeld y el baterista Jason Bonham. En 2007 publicó su segundo álbum de estudio de la década, Love Grenade, conservando a Clufetos como baterista y añadiendo a la agrupación al bajista Barry Sparks.
El 4 de julio de 2008, en el DTE Energy Music Theatre en Clarkston, Míchigan, Ted Nugent brindó su concierto número 6.000. Derek St. Holmes (cantante original de la banda de Ted Nugent), Johnny Bee Badanjek (baterista de Mitch Ryder y The Detroit Wheels) y el profesor de guitarra de Nugent en 1958, Joe Podorsek, subieron al escenario con Ted para tocar varias canciones.
El 14 de marzo de 2011 el músico publicó una nueva canción, "I Still Believe", disponible para descargarse de manera gratuita para sus suscriptores a través de su sitio web. En abril de 2011 el músico anunció que Derek St. Holmes se uniría a su banda para el inicio de una gira titulada "I Still Believe". Tres años después retornó al estudio para grabar el disco Shutup & Jam!, contando con la colaboración de St. Holmes, el baterista Mick Brown, el bajista Greg Smith y con Sammy Hagar como vocalista invitado en la canción "She's Gone".
En 2018 se anunció el lanzamiento de un nuevo trabajo discográfico del artista, titulado The Music Made Me Do It, con una formación compuesta por el bajista Greg Smith, el baterista Jason Hartless y el guitarrista Michael Lutz.

## Estilo e influencias
Su estilo a la guitarra es deudor directo del estilo de Rory Gallagher, Jeff Beck, Jimi Hendrix, Jimmy Page y los grandes guitarrista afroamericanos del rock y blues sureño, fusionado con el tradicional country estadounidense; habitualmente también se pueden apreciar en su música pronunciadas "influencias" del soul.
Su vestuario y sonido dieron una de las bases al tan, posteriormente, popular en los años 1970 y 1980 glam metal o hard rock y heavy metal, siendo Ted, juntamente con Eddie Van Halen y otros, uno de los precedentes de este estilo musical y cultural.
Se caracterizó por salir al escenario con pieles que recordaban a la vestimenta de un hombre de las cavernas; asimismo, sus discos incluían un característico trabajo de portada, apareciendo en uno de ellos con dos mástiles de guitarra fusionados en sus brazos (Scream Dream), y en otro con el mástil de su guitarra transmutado en el cañón de una ametralladora (Weekend Warriors).
Su disco en directo Double Live Gonzo! es considerado como la pieza básica de su discografía. Se trata de un ejemplo de los extensos álbumes en directo que eran publicados en 1977 con gran aceptación comercial (Alive, de Kiss, Live Bootleg de Aerosmith); una de sus frases, pronunciada en un show en Nashville, hacía una referencia explícitamente sexual a las chicas de la localidad, y daría posteriormente el nombre a la moderna banda de rock Nashville Pussy (literalmente «Coño de Nashville»). También aparece en el juego Guitar Hero: World Tour como personaje jugable, un duelo de guitarras compuesto por él y tocando su canción «Strangehold». Asimismo es reconocido por sus presentaciones en vivo montado en un bisonte.
Nugent ha citado como influencias a Vanilla Fudge, Jeff Beck, The Ventures, Wayne Cochran, Jimmy Page, Elvis Presley, The Beatles, The Yardbirds, Duane Eddy, Eric Clapton, Lonnie Mack, Steppenwolf, Mitch Ryder & the Detroit Wheels, The Animals, Little Richard, Bo Diddley, Chuck Berry, Frank Zappa y Muddy Waters.

## Plano personal

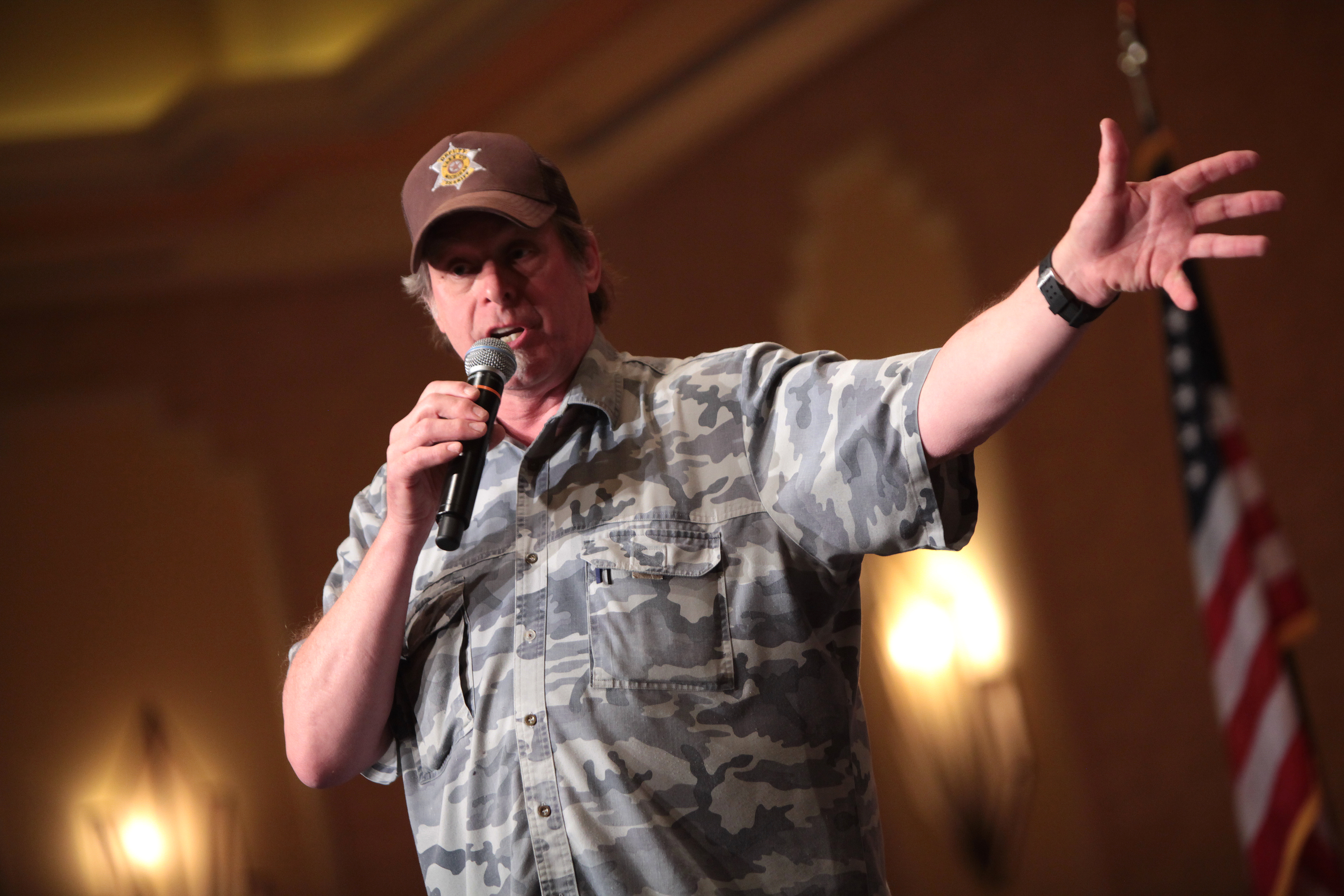
Nugent en una reunión del Partido Republicano en 2015.

Nugent es fanático de los Detroit Red Wings en hockey, Detroit Pistons en baloncesto, Detroit Lions en fútbol americano y Detroit Tigers en béisbol.
Dos mujeres han acusado a Nugent de haber tenido relaciones sexuales con ellas siendo menores de edad. En 1978 el músico inició una relación con una nativa de Hawái de 17 años de nombre Pele Massa. Debido a la diferencia de edad la pareja no pudo contraer matrimonio, por lo que Nugent se convirtió en el tutor de la joven. Courtney Love también afirmó que el músico la forzó para que le realizara sexo oral cuando apenas tenía 12 años.
En un programa de televisión Nugent negó haber tenido relaciones sexuales con menores de edad. Esta versión no coincide con sus propias declaraciones en el documental Behind The Music, donde el músico confesó haber tenido relaciones sexuales con menores. La letra de su canción "Jailbait" describe claramente una relación de una persona mayor con una niña de trece años.
Nugent sufre de sordera en su oído izquierdo. Afirmó en una entrevista en 2007: "No escucho muy bien con mi oído izquierdo, especialmente cuando hay ruido de fondo, pero ese es un pequeño precio a pagar. Créeme que el viaje valió la pena".

### Familia
Ted Nugent ha estado casado en dos ocasiones y tiene seis hijos con cuatro mujeres. A finales de los años 1960, antes de su primer matrimonio, Nugent tuvo dos hijos y los entregó en adopción. Este hecho no se conoció públicamente hasta el año 2010. Los hermanos fueron adoptados por separado y no tuvieron contacto alguno.
Estuvo casado con su primera esposa, Sandra Jezowski, entre 1970 y 1979. Tuvieron dos hijos, Theodore Tobias "Toby" Nugent y Sasha Nugent. Sandra falleció en un accidente automovilístico en 1982. Se casó nuevamente con Shemane Deziel el 21 de enero de 1989. Tuvieron un hijo, Rocco Winchester Nugent. En 2005 el músico accedió a pagar una mensualidad de 3500 dólares por manutención por un hijo procreado con Karen Gutowski mientras era esposo de Deziel.

### Drogas y alcohol
Desde la década de 1970, Nugent ha promovido su postura en contra del consumo de drogas y alcohol. En una entrevista para Behind The Music de VH1, el músico dijo que adoptó esta postura luego de que su padre lo castigara cuando llegó a su casa oliendo a alcohol después de una noche de copas.
Se le ha citado como una influencia clave en el movimiento conocido como Straight edge, un estilo de vida asociado con el punk rock que se desarrolló a principios de la década de 1980 y que destaca por evitar el uso de drogas y alcohol. Henry Rollins, líder de la banda Black Flag, ha afirmado que él y su amigo Ian MacKaye (vocalista de Minor Threat y escritor de la canción "Straight Edge" que dio nombre al movimiento) se inspiraron en Nugent durante sus años de escuela secundaria por ser la única estrella de rock importante que evitó públicamente el uso de drogas: "Leíamos sobre Nuge y lo que realmente nos afectó fue el hecho de que no bebía, ni fumaba, ni consumía drogas ... Su rendimiento era la cosa más loca que habíamos visto en el escenario y aquí está este tipo que dice: 'No me drogo'. Creo que es algo impresionante".
Nugent es portavoz nacional del programa "Educación para la Resistencia al Abuso de Drogas" (DARE). En 2015, sin embargo, Nugent declaró su apoyo a la legalización de la marihuana para uso médico. En 2018 admitió que de vez en cuando bebe "un poco de vino".

## Controversia

### Derechos de los animales
Nugent, un opositor de los derechos de los animales, dijo en una larga entrevista: "Es gracioso que existan personas en el mundo que piensen que los animales tienen derechos. Atraviesa sus pulmones con una flecha simplemente". En 2000, un individuo de nombre Bhaskar Sinha fue brevemente encarcelado luego de un incidente afuera de una tienda departamental en San Francisco en el que amenazó y agredió físicamente a Nugent, quien a su vez tomó a Sinha bajo custodia hasta que la policía de San Francisco llegó y arrestó al manifestante. Sin embargo, los manifestantes afirman que Nugent comenzó el altercado al escupir en la cara de uno de ellos cuando le ofreció al músico un volante en contra del uso de pieles animales. Un oficial de la policía de San Francisco que al parecer se encontraba en la escena negó el hecho del escupitajo.
El músico ha denunciado amenazas en su contra por parte de activistas de los derechos de los animales. En una entrevista, afirmó: "Extremistas de los derechos de los animales han amenazado de muerte a mis hijos camino a la escuela solamente porque comemos faisán". En 2006 declaró en una entrevista: "cualquiera que piense que cazar es terrible puede besarme el culo".
En una entrevista radial en 1992, Nugent se refirió a Heidi Prescott del Fondo para los Animales como una "puta superficial". Un tribunal le ordenó pagarle a Prescott 75.000 dólares por abuso verbal. Más adelante defendió al músico Kid Rock cuando mató a un león de las montañas en enero de 2015, alabando la acción de Nugent por mantener bajo el número de depredadores y ayudar a la población de ciervos, lo cual es vital para la caza. En julio de 2015 fue uno de los pocos que defendió la muerte por caza de Cecil el león.
Nugent es dueño de un rancho de caza de 340 acres cerca de Jackson, Míchigan, llamado Sunrize Acres. Los detractores de esta práctica afirman que esta instalación cercada no ofrece ningún tipo de ventaja a los animales por estar encerrados. Nugent ha afirmado: "Entiendo las críticas de aquellos que dicen que este tipo de caza viola la ética de la persecución justa", sin embargo, dicha instalación se encuentra aún en operación.
En abril de 2012 se declaró culpable de matar y transportar ilegalmente a un oso negro americano en Alaska. Su sentencia incluyó dos años de libertad condicional, una prohibición de cazar y pescar en Alaska y en cualquier terreno del Servicio Forestal de los Estados Unidos por un año y una multa de 10 000 dólares.

### Administración de Barack Obama
Nugent ha sido particularmente crítico con el expresidente Barack Obama y su Secretaria de Estado Hillary Clinton, afirmando que "deberían ser juzgados y colgados por traición". En varias ocasiones se ha referido en términos ofensivos y vulgares a Clinton.
En enero de 2014 se refirió a Obama como un "mestizo infrahumano educado y alimentado por los comunistas". En febrero, Nugent respaldó a Greg Abbott en la elección primaria republicana para gobernador de Texas. Abbott, sin embargo, se distanció de Nugent debido al comentario despectivo sobre Obama, afirmando: "Este no es el tipo de lenguaje que usaría o aprobaría de ninguna manera". Después de que el senador Rand Paul lo reprendiera también, Nugent terminó disculpándose por el comentario. Sin embargo, cuando se le preguntó en abril de 2017 si lamentaba sus comentarios sobre Obama, respondió: "¡No! Nunca me disculparé por llamar a la gente malvada por su nombre".

### Donald Trump
En un blog publicado en julio de 2015, el músico elogió la candidatura presidencial de Donald Trump, pidiendo que se le otorgue la Medalla Presidencial de la Libertad.
En febrero de 2016 Ted Nugent elogió a Ted Cruz, el opositor republicano de Trump, declarando: "Mi sueño sería que Ted Cruz se convirtiera en presidente esta noche. Realmente admiro a Ted Cruz, en muchos niveles". Sin embargo, Nugent respaldó a Donald Trump, y durante la última semana de la campaña electoral presidencial de los Estados Unidos, se presentó en varios eventos de Trump en Míchigan.
El 19 de abril de 2017, Nugent, en compañía de Kid Rock y Sarah Palin, realizó una visita planificada a la Casa Blanca. Según Nugent, la visita duró cuatro horas y fue como "una reunión familiar", describiendo la experiencia como "un maravilloso recorrido personal por cada habitación" seguida de sesiones de fotos y una cena con Donald Trump.

## Músicos

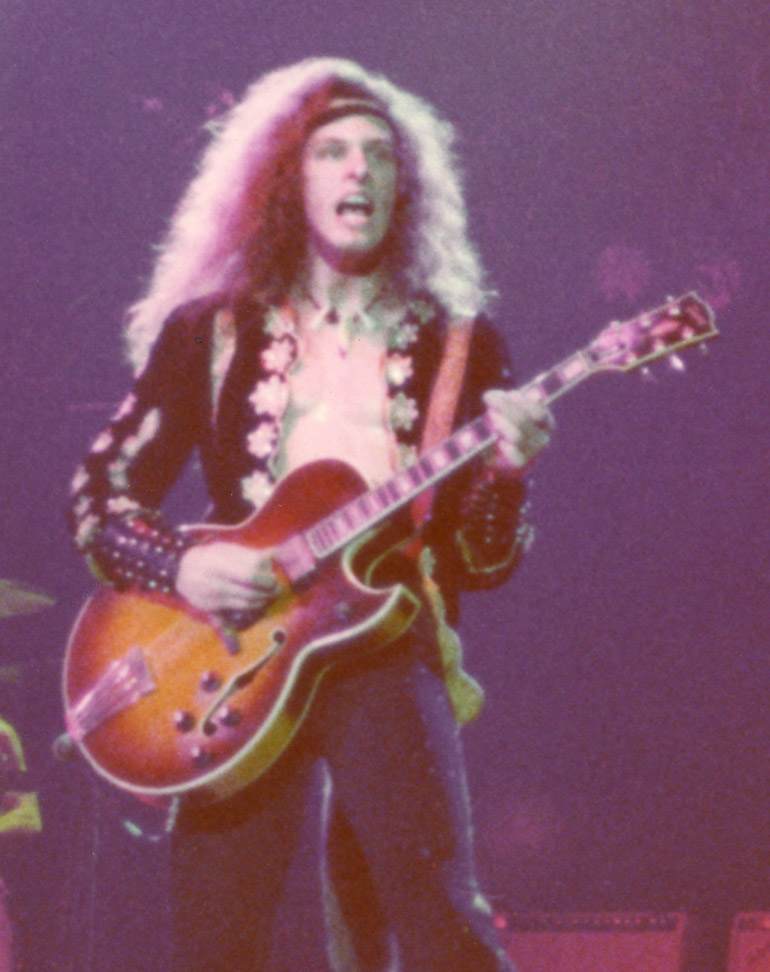
Nugent en 1979.

### Actuales
- Ted Nugent - guitarra, voz, bajo, batería (1974 - presente)
- Greg Smith - bajo, coros (2007 - presente)
- Jason Hartless - batería (2016 - presente)

### Anteriores
- Derek St. Holmes - voz, guitarra (1974 - 1978, 1982,1993 - 1995, 2011 - 2016)
- Cliff Davies - batería (1974 - 1981)
- Tommy Clufetos - batería (2002 - 2005, 2007)
- Mick Brown - batería, coros (2005 - 2016)
- Chuck Wright - bajo
- Ricky Phillips - bajo
- Charlie Huhn - voz, guitarra (1978 - 1982)
- Carmine Appice - batería (1982 - 1983)
- Rob Grange - bajo (1971 - 1978)
- Dave Amato - voz, guitarra (1985 - 1988)
- Alan St. John - teclados
- Marco Mendoza - bajo
- Barry Sparks - bajo (2003 - 2007)
- Jack Blades - bajo, coros (2007)
- Tommy Aldridge - batería
- Brian Howe - voz (1984 - 1985)
- Meat Loaf - voz (1976)
- Jonathan Kutz - batería (2014)
- Johnny "Bee" Badanjek - batería (2014)

## Discografía

### Álbumes de estudio
| - Ted Nugent (1975) - Free-for-All (1976) - Cat Scratch Fever (1977) - Weekend Warriors (1978) - State of Shock (1979) - Scream Dream (1980) - Great Gonzos!: The Best of Ted Nugent (1981) - Intensities in 10 Cities (1981) | - Nugent (1982) - Penetrator (1984) - Little Miss Dangerous (1986) - If You Can't Lick 'Em...Lick 'Em (1988) - Spirit of the Wild (1995) - Craveman (2002) - Love Grenade (2007) - Shutup & Jam! (2014) |